# 하이드로 퀘벡
하이드로 퀘벡(Hydro-Québec)은 캐나다 퀘벡주의 전기의 발전, 송전, 배전을 관리하고 그 일부를 미국 북동부로 수출하는 공익사업체이다.
1944년 퀘벡 정부에 의해 설립되었다. 제임스 베이 프로젝트와 같은 수문전기 프로젝트들의 막대한 투자에 따른 것이다. 오늘날 63개의 수력발전소를 갖추고 있으며 총 출력 용적은 37,370메가와트에 달한다. 추가 전력은 해당 지역에서 수출되며 하이드로 퀘벡은 뉴잉글랜드의 전기 수요 중 10%를 공급한다.